# Stephanie Okereke

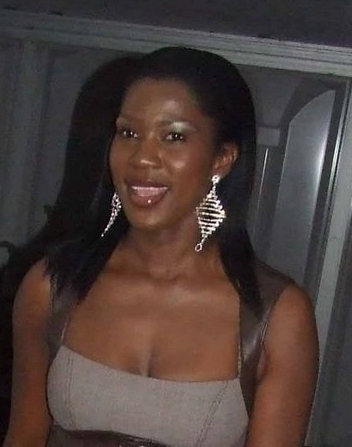
Stephanie Okereke (2008)

Stephanie Onyekachi Okereke (* 1982 in Imo) ist eine nigerianische Schauspielerin, Regisseurin und Filmproduzentin.

## Biografie
Okereke wurde als sechstes von acht Kindern geboren. Sie ging in Delta zur Schule und studierte danach an der Universität von Calabar Englisch und Literaturwissenschaft.

## Karriere
Schon 1997 als Teenager trat sie in zwei Nollywood Filmen auf, Compromise und Waterloo. 2002 erreichte sie den zweiten Platz beim Schönheitswettbewerb The Most Beautiful Girl in Nigeria. Ein Jahr später gewann sie zwei Auszeichnungen, Reel Award – Beste Schauspielerin, Englisch und Reel Award – Beste Schauspielerin 2003. Bei den African Movie Academy Awards 2005 und 2009 erhielt Okereke zwei Nominierungen für die Beste Schauspielerin in einer Hauptrolle.
Im Jahre 2004 heiratete Okereke einen nigerianischen Fußballspieler der Super Eagles. 2007 wurde die Ehe geschieden. Bei einem Autounfall im Jahre 2005 zog sie sich Verbrennungen und einen Beinbruch zu. Nach ihrer Genesung besuchte sie die 'New York Film Academy' Schauspielschule in New York und brachte im Jahre 2008 den Film Through the Glass heraus, in dem sie als Schauspielerin, Regisseurin und Produzentin mitwirkte.
Okereke hat in mehr als 90 Filmen mitgespielt.

## Auszeichnungen und Nominierungen
- 2003: What a Year Award
- 2003: Reel Award
- 2004: Afro-Dublin Award
- 2004: Film Makers of Nigeria
- 2005: African Movie Academy Award, Beste Schauspielerin – Nominierung
- 2006: Afro Hollywood Award
- 2009: African Movie Academy Award, Beste Schauspielerin – Nominierung[4]

## Filmografie
- 1997: Compromise 2
- 1997: Waterloo
- 2002: Pretender
- 2002: Blind Justice
- 2003: Aristos
- 2003: Emotional Crack
- 2003: Genesis of Love
- 2003: Private Sin
- 2003: Queen Sheba
- 2003: The Cross of Love
- 2003: Together as One
- 2004: Beautiful Faces
- 2004: Critical Decision
- 2004: Deep Loss
- 2004: Diamond Lady: The Business Woman
- 2004: Dream Lover
- 2004: Eye of the Gods
- 2004: In the Name of Love
- 2004: Last Girl Standing
- 2004: Magic Moment
- 2004: Mama-G in America
- 2004: Miss Nigeria
- 2004: More Than a Woman
- 2004: My Mother My Marriage
- 2004: Official Romance
- 2004: Promise & Fail
- 2004: Promise Me Forever
- 2004: Right Man for Me
- 2004: Sensational Spy
- 2004: Strength of a Woman
- 2004: To Love Again
- 2004: Virgins Night Out
- 2004: Working Class Lady
- 2005: A Time to Die
- 2005: Days of Bondage
- 2005: Guys on the Line
- 2005: Lonely Hearts
- 2005: Ola... the Morning Sun
- 2005: Omalinze
- 2005: Price of Ignorance
- 2005: Princess of Wealth
- 2005: Royal Battle
- 2005: Street Fame
- 2005: Windfall
- 2005: Woman on Top
- 2006: Behind the Plot
- 2006: Daytime Lovers
- 2006: Efficacy
- 2006: Shut In
- 2006: Sitanda
- 2006: The Law Students
- 2006: The Preacher
- 2006: Upside Down
- 2007: A Time to Love
- 2007: Governor’s Wife
- 2008: Mission to Nowhere
- 2008: Hidden Treasure
- 2008: Through the Glass